# 鷺屋神社 (亘理町)
鷺屋神社 (さぎやじんじゃ)  は、宮城県亘理町にある神社である。別名「妙見社」とも。

## 歴史
天文年中（1532年〜1554年）に、相馬長門守と平吉胤の勧請によって設立された神社は、当初「妙見社」と呼ばれていたが、後に現在の社号に改称された。明治時代に入ると、明治5年3月には村社に列せられ、昭和10年2月には供進社に指定されるなど、神社の地位が向上した。
さらに、明治41年11月には、大字蕨字福田にあった厳島神社が合祀され、翌42年12月には大字高屋字鳥屋崎浜にあった鹽竈神社 (元和6年に勧請された神社) も合祀された。これらの合祀により、神社の信仰が一層強化されていたが、戦後には厳島神社と鹽竈神社が境内社として扱われるようになった。

## アクセス
- 亘理駅から徒歩25分
- 宮城生協前バス停から徒歩13分